# Balkanabat
Balkanabat (en turcman: Balkanabat şäheri), antigament anomenada Nebit-Dag i Neftedag és la ciutat que fa de centre administratiu de la província de Balkan, la més gran del Turkmenistan. Està situada als peus de les muntanyes Balkans, a 450 km a l'oest d'Aşgabat i a 160 km a l'est de la ciutat portuària de Türkmenbaşy. Balkanabat està a 17 m. sobre el nivell del mar. La ciutat està conformada per quadrícules de blocs d'habitatges anomenats kvartal. El 2011 té una població de 120.800 habitants.

## Etimologia
La ciutat es funda el 1933 amb el nom de Neftedag ("Montanya de petroli"): en rus, "neft" significa petroli i en turkman, "dag" significa montanya. Es crea la ciutat perquè sigui un assentament en el curs del Ferrocarril Transcaspià. El 1946, quan esdevé ciutat rep el nom de "Nebit-Dag" que també significa "montanya de petroli" amb la paraula del turcman, "nebit". El 2001 la ciutat es passa a dir Balkanabat en honor a les montanyes Balkans. "Abat", en persa, significa "assentament" en un decret de l'antic president del Turkmenistan, Saparmurat Niàzov.

## Geografia i demografia

### Demografia
El 2011 la ciutat té 120.800 residents. El 80% són turcmans (sobretot de la tribu Yomud); el 15%, russos; el 3%, kazakhs; el 2%, àzeris; i els 10% pertanyen a altres grups humans minoritaris com lezgins, armenis, uzbeks, tàtars i jueus. Segons citypopulation, Balkanabat el 1995 tenia 87.800 habitants (cens) i el 2004 té una població estimada de 139.000 habitants. La tribu dels Yomud s'associen amb la regió balkànica i la rosetta yomud és una de les cinc que estan representades a la Bandera turcmena.

### Clima
Balkanabat gaudeix d'un clima àrid fred (BWk) segons la Classificació climàtica de Köppen.
El juliol hi ha les temperatures més altes diàries màximes (38,1 graus C), la temperatura mitjana diària més alta (31,5) i la temperatura mínima més alta (25,5). El mes més fred és el gener: la màxima diària és de 7,9 graus; la mínima diària és de -0,6 graus; i la mitjana diària és de 3,2 graus. La mitjana de la seva temperatura anual és de 17,5 °C.
La precipitació anual és de 143 mm. Els mesos més plujosos són el març i l'abril (21 i 19 mm. respectivament). Els menys plujosos són l'agost i el setembre (2 i 4 mm respectivament).

## Història
Tot i que Balkanabat és nova com a ciutat, la zona ha estat poblada per humans des de fa milers d'anys i té diversos jaciments arqueològics neolítics i mesolítics. Per exemple, destaca la fortalesa de Kungur, que data del segle XI i que ha esdevingut el símbol de la ciutat.
La ciutat es funda el 1933 quan s'hi descobreixen dipòsits de Petrolier i el 1946 obté l'estatus de ciutat. La història de la ciutat està relacionada amb l'explotació del petroli i el gas natural.

## Economia
Balkanabat és la capital del petroli i del Gas natural del turkmenistan. Gràcies a l'explotació dels seus pous, la ciutat ha esdevingut un centre industrial important. A la ciutat hi ha una oficina de l'empresa petrolera russa Tatneft. a més a més també hi ha cultius de blat, cotó i altres productes.

## Infraestructura

### Transport
La carretera M37 travessa Balkanabat d'est a oest.
A 13 km al nord-oest de la ciutat hi ha el port de Turkmenbashi i a prop també hi ha el seu aeroport. L'aeroport de Balkanabat va ser inaugurat l'ocubre del 2004 i està dissenyat per servir a 200 passatgers per hora. Té una única pista i s'hi poden prendre lliçons de vol i llogar avions privats.
Balkanabat té una estació del Ferrocarril Transcaspià que connecta la capital del país amb la regió dels Balkans.

### Mitjans de comunicació
Balkanabat té un operador de telèfons mòvils, Altyn Asyr. Turkmentelecom ofereix accés a internet i a televisió per cable. La companyia nacional de correus, Turkmenpochta té quatre oficines a la ciutat.

### Educació
La ciutat té una Escola de l'indústria del Petroli i del Gas que opera com una branca de la International Oil and Gas University, que té la seu central a Aixkhabat. Aquesta ofereix estudis de Geologia; perforació de pous de petroli i de gas; desenvolupament i operació de camps de petroli i de gas; teconologia química de processament de petroli i gas; construcció; operació d'emmagatzematge de petroli i de gas; i operació de gasoductes. Aquesta universitat és successora de l'Institut Politècnic, que era una extensió de la Gubkin Russian State University of Oil and Gas de Moscou durant l'època soviètica.
A més a més també hi ha la Balkanabat Medical School, l'Special School of Arts, la Financial and Economic Secondary Vocational School i l'Oil Secondary Vocational School of the Turkmennebit State Concern.

### Religió
La mesquita més gran de la ciutat té una capacitat perquè hi assiteixin 3000 pesones. Té 4 minarets de 63 metres. També hi ha l'església ortodoxa russa de la Nativitat de la Santa Verge.

### Cultura
El 2021 es construeix l'edifici per a celebrar-hi esdeveniments Türkmeniň ak öýi ("Casa Blanca Turkmena"). El complex també inclou una sala de concerts que té 3000 seients i altres edificis.
A Balkanabat s'hi publica el diari Balkan.

### Esports
El Balkanabat Sport Toplumy és l'estadi principal de la ciutat. En ell hi juga l'equip de futbol professional Nebitçi FT que juga a la primera categoria de la Lliga turcmana de futbol.

## Turisme i patrimoni
La ciutat de Balkanabat té una diversitat arquitectònica que combina elements d'èpoques diferents. Hi ha patrimoni antic i modern.
A la ciutat hi ha un monument important dedicat als "trailblazers", els pioners en el treball de l'obtenció del petroli i gas natural.
L'església de la Nativitat de la Verge construida el 1990 és un altre dels atractius de Balkanabat.
Als voltants de la ciutat hi ha molts atractius turístics. Per exemple, a les muntanyes de Kopetdag hi ha jaciments arqueològic del Neolític i del Mesolític i a prop de Tasharvar, a 38 km de la ciutat, hi ha les ruines del poble caravaner medieval de Tasharvat.
A la ciutat hi ha un circuit de trekking que fa ruta per les muntanyes. Balkanabat té cinc bazars (mercats).

## Ciutats agermanades
Balkanabat està agermanada amb la ciutat de Almetyevsk.